# Список глав САДР
Список глав Сахарской Арабской Демократической Республики включает лиц, являвшихся главой государства частично признанной международным сообществом Сахарской Арабской Демократической Республики со времени провозглашения 27 февраля 1976 года независимости республики, пришедшей на смену испанской колонии в Западной Сахаре. В список также включены главы временной администрации, установленной в испанской колонии подписавшими 14 ноября 1975 года Мадридские соглашения Испанией, Марокко и Мавританией.
В настоящее время страной руководит Глава государства (араб. رأس الدولة‎, неофициально — президент), чьё положение в системе государственной власти определяет конституция, принятая в 1976 году. Посвящённые президенту с 51 по 63 статьи устанавливают, что главой государства и верховным главнокомандующим Вооружёнными силами страны является генеральный секретарь Фронта ПОЛИСАРИО, избираемый на проводимых каждые четыре года съездах Фронта. Глава государства координирует общую и отвечает за внешнюю политику страны; следит за соблюдением конституции; назначает премьер-министра и санкционирует назначение членов правительства; подписывает законы, публикуемые после одобрения парламентом. В случае, когда пост президента становится вакантным, председатель Национального совета (парламента) принимает на себя временные полномочия главы государства до созыва внеочередного съезда Фронта ПОЛИСАРИО.
Использованная в первом столбце таблиц нумерация является условной; также условным является использование в первом столбце цветовой заливки, служащей для упрощения восприятия принадлежности лиц к различным политическим силам без необходимости обращения к столбцу, отражающему партийную принадлежность. Наряду с партийной принадлежностью, в столбце «Партия» также отражён беспартийный статус персоналий. В столбце «Выборы» отражены состоявшиеся выборные процедуры или иные основания получения полномочий. Для удобства список разделён на принятые в историографии периоды истории страны. Приведённые в преамбулах к каждому из разделов описания этих периодов призваны пояснить особенности её политической жизни.

## Временная администрация Сахары (1976)
В 1884—1885 годах в Берлине прошла международная конференция по урегулированию спорных вопросов колониального раздела Тропической Африки. 26 февраля 1885 года по решению конференции над прибрежной частью Западной Сахары устанавливался испанский протекторат. В июне 1900 года франко-испанское соглашение определило южную границу Западной Сахары с Мавританией; в октябре 1904 года к испанской колонии, включавшей в себя область Рио-де-Оро, присоединена территория Сагия-эль-Хамра — формирование современных границ Западной Сахары завершилось. Фактически контроль над регионом был установлен только в 1934 году. В 1946 году Западная Сахара объединилась с Ифни (колонией-полуанклавом во Французском протекторате Марокко) в Испанскую Западную Африку. Однако в 1958 году федерация колоний распалась, а Западная Сахара объявлена заморской провинцией Испании. В 1956 году Марокко объявило о своей независимости от Франции, а в 1960 году — Мавритания. Два государства заявили о претензиях на территорию Западной Сахары: обе страны считали себя исторически и этнически связанными с этой областью. К обострению западносахарского вопроса привело также обнаружение в 1963 году на севере страны близ Бу-Краа крупного месторождения фосфоритов. В декабре 1965 года Генассамблея ООН призвала Испанию деколонизировать территорию и организовать под контролем ООН референдум, предоставляемый жителям Западной Сахары (сахарави) право на самопределение. В мае 1973 года сторонники независимости Западной Сахары создали Народный фронт за освобождение Сагия-эль-Хамра и Рио-де-Оро (ПОЛИСАРИО; предшественником организации являлось движение Харакат Тахрир), развернувший при поддержке Алжира партизанскую войну.
В 1974 году Испания согласилась провести референдум о будущем статусе Западной Сахары, против чего выступили Марокко и Мавритания. По решению Генассамблеи ООН вопрос о регионе был передан на рассмотрение Международного суда в Гааге. В октябре 1975 года суд признал, что к моменту испанской колонизации область не являлась terra nullius (с лат. — «ничейная земля»), удостоверив существование географических, культурных и этнических связей местных племён с Марокко и Мавританией. Однако суд также отметил, что эти связи не препятствуют реализации права сахарави на самопределение. 6 ноября, опираясь на неоднозначность решения суда и расценив это решение как признание в пользу возвращения Западной Сахары в состав Марокко, Хасан II призвал 350 тысяч безоружных марокканцев перейти границу с колонией, а после ввёл войска, оккупировав север региона; Мавритания же вторглась с юга, взяв под контроль треть территории. 14 ноября Испания, Марокко и Мавритания заключили в Мадриде соглашение, в соответствии с которым, Испания деколонизирует территорию и выведет из неё свои войска не позднее 28 февраля 1976 года; в стране будет создана временная администрация, в которую войдут представители сторон соглашения. 26 февраля 1976 года правительство Испании уведомило Генеральный секретариат Фронта ПОЛИСАРИО об окончании испанского присутствия в Западной Сахаре. 27 февраля генсек Фронта Эль-Уали Мустафа Сайед подписал документ о провозглашении независимости Сахарской Арабской Демократической Республики.
|        | Портрет | Имя (годы жизни)                                                                    | Полномочия     | Полномочия      | Партия               | Представительство               | Пр.   |
| Начало | Портрет | Имя (годы жизни)                                                                    | Окончание      |                 | Партия               | Представительство               | Пр.   |
| ------ | ------- | ----------------------------------------------------------------------------------- | -------------- | --------------- | -------------------- | ------------------------------- | ----- |
| —      |         | подполковник Рафаэль де Вальдес Иглесиас (1923—1995) исп. Rafael de Valdés Iglesias | 23 января 1976 | 26 февраля 1976 | военный              | Испанское государство           | [ 4 ] |
| —      |         | Ахмед Бенсуда (1920—2008) араб. أحمد بن سودة‎                                        | 23 января 1976 | 26 февраля 1976 | Партия независимости | Королевство Марокко             | [ 5 ] |
| —      |         | Сиди Мухаммед ульд Шейх Абдуллахи (1938—2020) араб. سيدي محمد ولد الشيخ عبد الله‎    | 23 января 1976 | 26 февраля 1976 | беспартийный         | Исламская Республика Мавритания | [ 6 ] |

## Сахарская Арабская Демократическая Республика (с 1976)

Карта Западной Сахары. Синим отмечены аннексированные Марроко Южные провинции, светло-зелёным отмечены подконтрольные САДР «освобождённые территории».

27 февраля 1976 года в Бир-Лелу генеральный секретарь Фронта ПОЛИСАРИО Эль-Уали Мустафа Сайед подписал документ о провозглашении независимости Сахарской Арабской Демократической Республики (араб. الجمهورية العربية الصحراوية الديمقراطية‎; САДР) с заявленной столицей в городе Эль-Аюн. Страна, претендующая на всю территорию Западной Сахары, фактически контролировала лишь её восточную часть, т. н. «освобождённые территории». 14 апреля с уходом Испании из региона между Марокко и Мавританией в Рабате было подписано соглашение о разделе Западной Сахары, на оккупированных территориях были созданы провинции: на юге мавританская Тирис-эль-Гарбия и на северо-западе марокканские Южные провинции. Однако уже 5 августа 1979 года Мавритания, на фоне обострения военно-политической обстановки в странах Магриба, отказалась от претензий на Западную Сахару и вывела из Тирис-эль-Гарбии войска и администрацию. Марокко немедленно взяло под контроль западную часть мавританской провинции (САДР — восточную), объявив весь регион своей территорией. На протяжении 1980—1990 годов Марокко удалось ограничить активность отрядов Фронта ПОЛИСАРИО при помощи установки минных полей и возведения стен. В 1991 году при посредничестве ООН между враждующими сторонами было подписано соглашение о прекращении огня и создана миротворческая миссия (МООНРЗС), следящая за соблюдением договора. На миссию была возложена организация референдума о будущем статусе Западной Сахары (не проведён до сих пор). В 2006 году король Марокко Мухаммед VI выдвинул проект западносахарской автономии в составе Марокко, однако отверг перспективы референдума, способного привести к независимости спорной территории. В ноябре 2020 года Марокко нарушило соглашение 1991 года, вторгнувшись в подконтрольную САДР деревню Гергерат. 14 ноября САДР объявила Марокко войну, начав обстрел военных объектов вдоль южной части марокканской стены.
|           | Портрет         | Имя (годы жизни)                                            | Полномочия      | Полномочия      | Партия                                                      | Выборы                             | Наименование должности                                                         | Пр.    |
| Начало    | Портрет         | Имя (годы жизни)                                            | Окончание       |                 | Партия                                                      | Выборы                             | Наименование должности                                                         | Пр.    |
| --------- | --------------- | ----------------------------------------------------------- | --------------- | --------------- | ----------------------------------------------------------- | ---------------------------------- | ------------------------------------------------------------------------------ | ------ |
| 1         |                 | Эль-Уали Мустафа Сайед (1948—1976) араб. الوالي مصطفى السيد‎ | 27 февраля 1976 | 9 июня 1976     | Народный фронт за освобождение Сагия-эль-Хамра и Рио-де-Оро | 1974                               | Председатель Революционного совета араб. رئيس مجلس الثورة‎                      | [ 8 ]  |
| и. о.     |                 | Махфуд Али Бейба (1953—2010) араб. محفوظ علي بيبا‎           | 10 июня 1976    | 30 августа 1976 | Народный фронт за освобождение Сагия-эль-Хамра и Рио-де-Оро | 1974                               | Председатель Революционного совета араб. رئيس مجلس الثورة‎                      | [ 9 ]  |
| 2 (I—XII) |                 | Мухаммед Абдельазиз (1947—2016) араб. محمد عبد العزيز‎       | 30 августа 1976 | 16 октября 1982 | Народный фронт за освобождение Сагия-эль-Хамра и Рио-де-Оро | 1976                               | Председатель Совета революционного командования араб. رئيس مجلس قيادة الثورة‎   | [ 10 ] |
| 2 (I—XII) | 1978            | Мухаммед Абдельазиз (1947—2016) араб. محمد عبد العزيز‎       | 30 августа 1976 | 16 октября 1982 | Народный фронт за освобождение Сагия-эль-Хамра и Рио-де-Оро |                                    | Председатель Совета революционного командования араб. رئيس مجلس قيادة الثورة‎   | [ 10 ] |
| 2 (I—XII) | 16 октября 1982 | Мухаммед Абдельазиз (1947—2016) араб. محمد عبد العزيز‎       | 31 мая 2016     | 1982            | Народный фронт за освобождение Сагия-эль-Хамра и Рио-де-Оро | Глава государства араб. رأس الدولة‎ |                                                                                | [ 10 ] |
| 2 (I—XII) | 16 октября 1982 | Мухаммед Абдельазиз (1947—2016) араб. محمد عبد العزيز‎       | 31 мая 2016     | 1985            | Народный фронт за освобождение Сагия-эль-Хамра и Рио-де-Оро | Глава государства араб. رأس الدولة‎ |                                                                                | [ 10 ] |
| 2 (I—XII) | 16 октября 1982 | Мухаммед Абдельазиз (1947—2016) араб. محمد عبد العزيز‎       | 31 мая 2016     | 1989            | Народный фронт за освобождение Сагия-эль-Хамра и Рио-де-Оро | Глава государства араб. رأس الدولة‎ |                                                                                | [ 10 ] |
| 2 (I—XII) | 16 октября 1982 | Мухаммед Абдельазиз (1947—2016) араб. محمد عبد العزيز‎       | 31 мая 2016     | 1991            | Народный фронт за освобождение Сагия-эль-Хамра и Рио-де-Оро | Глава государства араб. رأس الدولة‎ |                                                                                | [ 10 ] |
| 2 (I—XII) | 16 октября 1982 | Мухаммед Абдельазиз (1947—2016) араб. محمد عبد العزيز‎       | 31 мая 2016     | 1995            | Народный фронт за освобождение Сагия-эль-Хамра и Рио-де-Оро | Глава государства араб. رأس الدولة‎ |                                                                                | [ 10 ] |
| 2 (I—XII) | 16 октября 1982 | Мухаммед Абдельазиз (1947—2016) араб. محمد عبد العزيز‎       | 31 мая 2016     | 1999            | Народный фронт за освобождение Сагия-эль-Хамра и Рио-де-Оро | Глава государства араб. رأس الدولة‎ |                                                                                | [ 10 ] |
| 2 (I—XII) | 16 октября 1982 | Мухаммед Абдельазиз (1947—2016) араб. محمد عبد العزيز‎       | 31 мая 2016     | 2003            | Народный фронт за освобождение Сагия-эль-Хамра и Рио-де-Оро | Глава государства араб. رأس الدولة‎ |                                                                                | [ 10 ] |
| 2 (I—XII) | 16 октября 1982 | Мухаммед Абдельазиз (1947—2016) араб. محمد عبد العزيز‎       | 31 мая 2016     | 2007            | Народный фронт за освобождение Сагия-эль-Хамра и Рио-де-Оро | Глава государства араб. رأس الدولة‎ |                                                                                | [ 10 ] |
| 2 (I—XII) | 16 октября 1982 | Мухаммед Абдельазиз (1947—2016) араб. محمد عبد العزيز‎       | 31 мая 2016     | 2011            | Народный фронт за освобождение Сагия-эль-Хамра и Рио-де-Оро | Глава государства араб. رأس الدولة‎ |                                                                                | [ 10 ] |
| 2 (I—XII) | 16 октября 1982 | Мухаммед Абдельазиз (1947—2016) араб. محمد عبد العزيز‎       | 31 мая 2016     | 2015            | Народный фронт за освобождение Сагия-эль-Хамра и Рио-де-Оро | Глава государства араб. رأس الدولة‎ |                                                                                | [ 10 ] |
| и. о.     |                 | Хатри Аддух (1956—) араб. خطري أدوه‎                         | 31 мая 2016     | 12 июля 2016    | Народный фронт за освобождение Сагия-эль-Хамра и Рио-де-Оро | [ комм. 4 ]                        | Председатель Сахарского национального совета араб. رئيس المجلس الوطني الصحراوي‎ | [ 11 ] |
| 3 (I—III) |                 | Брагим Гали (1949—) араб. إبراهيم غالي‎                      | 12 июля 2016    | 25 декабря 2019 | Народный фронт за освобождение Сагия-эль-Хамра и Рио-де-Оро | 2016                               | Глава государства араб. رأس الدولة‎                                             | [ 12 ] |
| 3 (I—III) | 25 декабря 2019 | Брагим Гали (1949—) араб. إبراهيم غالي‎                      | 22 января 2023  | 2019            | Народный фронт за освобождение Сагия-эль-Хамра и Рио-де-Оро |                                    | Глава государства араб. رأس الدولة‎                                             | [ 12 ] |
| 3 (I—III) | 22 января 2023  | Брагим Гали (1949—) араб. إبراهيم غالي‎                      | действующий     | 2023            | Народный фронт за освобождение Сагия-эль-Хамра и Рио-де-Оро |                                    | Глава государства араб. رأس الدولة‎                                             | [ 12 ] |